# Adrian Piotrowski
Adrian Iwanowicz Piotrowski (ros. Адриа́н Ива́нович Пиотро́вский; ur. 8 listopada 1898 w Wilnie, zm. 21 listopada 1937 w Leningradzie) – rosyjski dramaturg. Syn Tadeusza Zielińskiego.

## Adaptacje filmowe
- 1926: Czarcie koło